# 호즈미촌 (도치기현)
호즈미촌(穂積村)은 도치기현의 남부, 시모쓰가군에 속했던 촌이다.

## 역사
- 1889년 4월 1일 - 정촌제 시행에 의해 시모쓰가군 호즈미촌이 성립하였다.
- 1955년 2월 11일 - 도요타촌, 나카촌과 합병해, 미타촌이 되었다.

## 인구
- 1920년…3,354명
- 1925년…3,344명
- 1930년…3,425명
- 1935년…3,483명
- 1940년…3,477명
- 1947년…4,290명
- 1950년…4,221명

## 참고문헌
- 『栃木県町村合併誌 第三巻下』 栃木県、1956年3月。